# Cirrospilus coachellae
Cirrospilus coachellae är en stekelart som beskrevs av Gates 2000. Cirrospilus coachellae ingår i släktet Cirrospilus och familjen finglanssteklar. Inga underarter finns listade i Catalogue of Life.